# 간디 구스
간디 구스(Gandy Goose)란 테리툰스에 등장하는 대표적인 거위의 주인공으로써, 친구 고양이에게 고의적은 아니나 말썽을 일으키고, 간접적으로 괴롭히는 새 중 하나다. 그런데, 여기서 다행인 점은 다른 애니메이션 주인공들의 경우는 현실적으로 남을 괴롭혀 이겨서 승리자가 되고 당하는 쪽은 비참하게 당하면서 끝난다. 그런데, 간디 구스의 경우는 고양이를 이기는 일은 존재해도 그것이 현실적은 아니고 대부분이 꿈이었다는 점이다. 그래서, 간디 구스는 상상 속의 행복을 많이 느끼는 주인공이다.

## 성격
겉으로도 잘 생기고, 남에게도 피해를 주지 않으며 현실적인 일도 잘하는 주인공이기도 하다. 또한 친구 고양이가 간디 구스에게 화를 내도 말을 그대로 받아주고 착한 성격을 가진 주인공이다. 하지만, 앞서 말했듯이 간디 구스는 너무 상상속의 행복을 느끼고 정신 승리하는 주인공이다.

## 꿈 속의 전개
- Song in Erin 에피소드 같은 경우는 간디 구스가 집안 청소를 하는 동안, 전축을 이용해 음악을 감상하면서 아름다운 상상에 취한다. 그리하여 어떤 장미 한 그루와 춤을 추다 그 장미가 여자 거위로 변한다. 여자 거위와 춤추고 아름다운 음악도 듣는 간디 구스가 거인을 만나서 모든 일을 망치는데 이는 모두 상상 속의 일이었다[1].
- Gandy's dream Girl 에피소드 경우에는 고양이와 간디 구스가 한 침대에서 자다가 간디 구스가 꿈 속에서 고양이 여자하고 어울리는 꿈을 꾸게 된다. 이를 아는 고양이는 화가 나서 간디 구스에게 화를 냈고, 간디 구스가 꿈 속에서 고양이끼리 연예를 하는 일을 모두 망치는 일까지 한다[2]. 그리고 암컷 고양이를 데리고 얼른 성 밖으로 빠져나가는데 사실 이건 꿈이었고, 침대에 자고 있는 고양이가 있는 침대를 간디 구스가 침대를 들고 가다가 창문 밖으로 떨어지면서 잠이 깨면서 에피소드가 끝난다.
- Night Life in the army 등에서도 군대로 등장하는 고양이와 간디 구스가 등장한다. 여기서도 간디 구스는 꿈 속에서도 당당하고 멋있는 군대로 등장하고 같은 거위 여자하고 키스하는 꿈까지 꾼다[3]. 꿈을 꾸면서 베개에 키스를 몇 번이나 하는 장면을 보다가 고양이는 베개를 빼앗으면서 고양이 여자와 같이 차안에 있는 꿈을 꾸게 된다. 그런데 운전자 간디 구스가 잘못하여 기차와 부딪혀서 차와 박살나면서 고양이는 허무한 꿈을 꾸면서 잠에 깨고 이 얘기를 간디 구스에게 전하자 오히려 웃으면서 끝난다.
- The Golden Hen의 에피소드에서도 현실적으로 간디 구스가 모형으로 만든 닭을 만든다. 결국 고양이는 시끄러워서 못하게 방해하고 같이 잠이 드는데, 이번 에피소드는 잰리 구스뿐 아니라 고양이까지도 같은 꿈의 길을 걷게 된다는 점이다. 그 꿈 속에서 현실적으로 만들었던 닭이 간디 구스와 고양이를 아름답고 천국같은 지역으로 인도하게 된다. 그런데 막판에 닭의 본래 모습이 마녀였다는 사실을 알게 되었고 간디 구스와 고양이는 마녀가 괴롭히는 짓을 막아냈지만 사실은 그 모든 일이 꿈였다는 사실이였다[4]. 결국 침대 위에서 막 흔들고 잡아당기는 일이 벌어지다 결국엔 침대를 망가뜨리면서 에피소드가 끝난다.
- 유일하게 Aladdin's lamp 에피소드엔 고양이와 간디 구스가 아라비안 나이트에 관련된 모험의 꿈을 꾸고 동양인 여자들과 함께 춤을 추다가 결국 깨어난 후에 서로 다정다감하고 행복하게 술을 마시면서 엔딩으로 끝나는 경우도 있다[5]. 그런데 사실 배경은 아라비안 나이트보다는 중국 분위기에 가깝다.
- Mother Goose 에피소드에서는 동화에 등장하는 이야기가 두 가지나 등장한다[6]. 그리고 고양이는 분명히 잠에서 깨어있는 상황이면서도 동화 속의 주인공들이 나타난다. 그 후, 빨간모자와 잭과 콩나무에 관련된 일이 꿈 속에서 펼쳐진다. 잭과 콩나무에 등장하는 거인이 황금알을 낳은 닭을 통해서 황금알들을 수레에다 옮겼는데 간디 구스와 고양이가 그걸 훔쳐서 달려간다. 그러나 이것 역시 꿈이었으며 현실적으로 잘못하다 침대가 계단 아래로 함께 굴러떨어져서 둘 다 넘어져 잠에서 깨어 에피소드가 끝난다.
- Somewhere in egypt 에피소드에는 반대로 고양이만의 혼자서 꿈을 꾸는 경우도 유일하게 있다. 간디 구스는 잠을 자지 않고 악보를 보면서 피리를 불고 있는 동안 고양이가 음악에 취해 잠을 자고 있었다. 이번 꿈의 내용은 이집트에 관련된 내용인데 간디 구스와 고양이가 함께 미이라, 스핑크스, 해골같은 끔찍한 장면을 보는 장면도 나오고 암컷 고양이들이 북을 치면서 서아시아에 가까운 풍습도 등장하기도 한다[7].
- Lights out 에피소드도 고양이와 간디 구스가 서로 잠을 자다 꿈에서 귀신의 집으로 들어가 귀신들하고 서로 어울리는 장면이 나온다. 여기서는 잠꼬대를 하면서도 침대가 부서지는 일은 없어도 고양이가 간디 구스에게 불평하는 몇 마디를 하고 끝난다[8]

## 현실적
- Dream walking의 경우는 간디 구스가 배고파서 야식을 하는 경우를 볼 수 있다. 자꾸 시끄럽게 구니까 고양이가 그걸 못하게 막아내지만 계속 간디 구스는 야식을 하다가 결국엔 잠이 든다. 고양이는 심지어 음식을 바깥에 버렸는데 경찰관이 도리어 고양이의 짓으로 오해해서 고양이가 잘못이 되고 만다. 그리고 간디 구스는 또 꿈 속에서 여자를 만나서 눈 감고 시내와 동물원까지 걷는데 여기서도 경찰관은 고양이에게만 두들겨 맞고, 간디 구스는 다시 집에 돌아와서 침대로 돌아온다[9].
- The Covered Pushcart에서는 고양이와 간디 구스가 캠핑을 가는데 캠핑 내부가 뭐든지 버튼만 누르면 자동적으로 다 이루어지는 장치들로 이루어져 있다. 그렇게 차 안 캠핑에서 즐겁게 놀고 있었는데 인디언이 등장하여 이들을 괴롭힌다. 간디 구스와 고양이는 인디언을 향해 총을 쏘지만 결국엔 인디언이 차를 이용해서 달리면서 간디 구스와 고양이를 괴롭히는 일로 끝난다[10].
- Fisherman's Luck에서는 현실적으로 나오나 간디 구스가 많은 물고기를 친구 고양이보다 더 많이 잡는다는 내용이며, 고양이도 끝에 가서는 많은 물고기를 잡으나 간디 구스는 큰 고래 한 마리를 잡는다는 승리자로 끝난다[11].

## 별개
- The Exterminator의 에피소드에서는 간디 구스와 고양이는 친구 사이가 아닌 별개의 사이로 등장한다. The Exterminator 에피소드는 고양이가 어느 한 집에서 살면서 신문 읽고 라디오를 청취한다. 그 도중에 쥐에 관련된 피해가 라디오에서 나오자 고양이는 듣기 싫어서 라디오까지 껐는데 실제로 쥐들이 고양이의 집들을 습격하여 음식을 빼앗고, 고양이를 괴롭혔다. 그래서, 고양이는 간디 구스에게 전화를 하면서 도움을 청했지만 오히려 간디 구스까지 피해를 당했고 고양이 집이 심지어 날아가는 불행한 엔딩으로 끝나고 만다[12].
- Barnyard actor 에피소드도 있는데 이건 고양이가 절대로 등장하지 않고, 간디 구스가 혼자서 닭들 속에서 등장한다. 이 내용은 수닭 2마리가 암닭들끼리 인기를 끄려고 서로 싸우는 장면인데, 여우가 등장한다. 그런데 거위가 여우로 변장하여 1마리의 수탉이 영웅이 되는 장면이다[13].
- Spring Fever 에피소드는 간디 구스가 옷 입지 않고 맨 몸으로 등장한다. 그리고 여긴 간디 구스 부모님이 등장하는데 아버지가 간디 구스를 괴롭히는 장면도 나온다. 그리고 간디 구스가 여우에게 잡아먹힐 뻔하다가 위기 모면한 장면이 나온다[14]

## 내용
- 멕시칸 야구
- 나이트 나이프 인 더 군대
- 피스 타임 풋볼
- 송 인 에린
- 잰디의 여자 꿈.
- 꿈 속에서 걷기
- 황금의 닭
- 테리툰
- 낚시꾼의 행운
- 엄마 거위
- 알라딘의 램프
- 와이드 오픈 스페이스(Wide Open Spaces)
- 브랜야드 액더

## 같이 보기
- 딘키 덕